# 喬治·威廉斯 (慈善家)

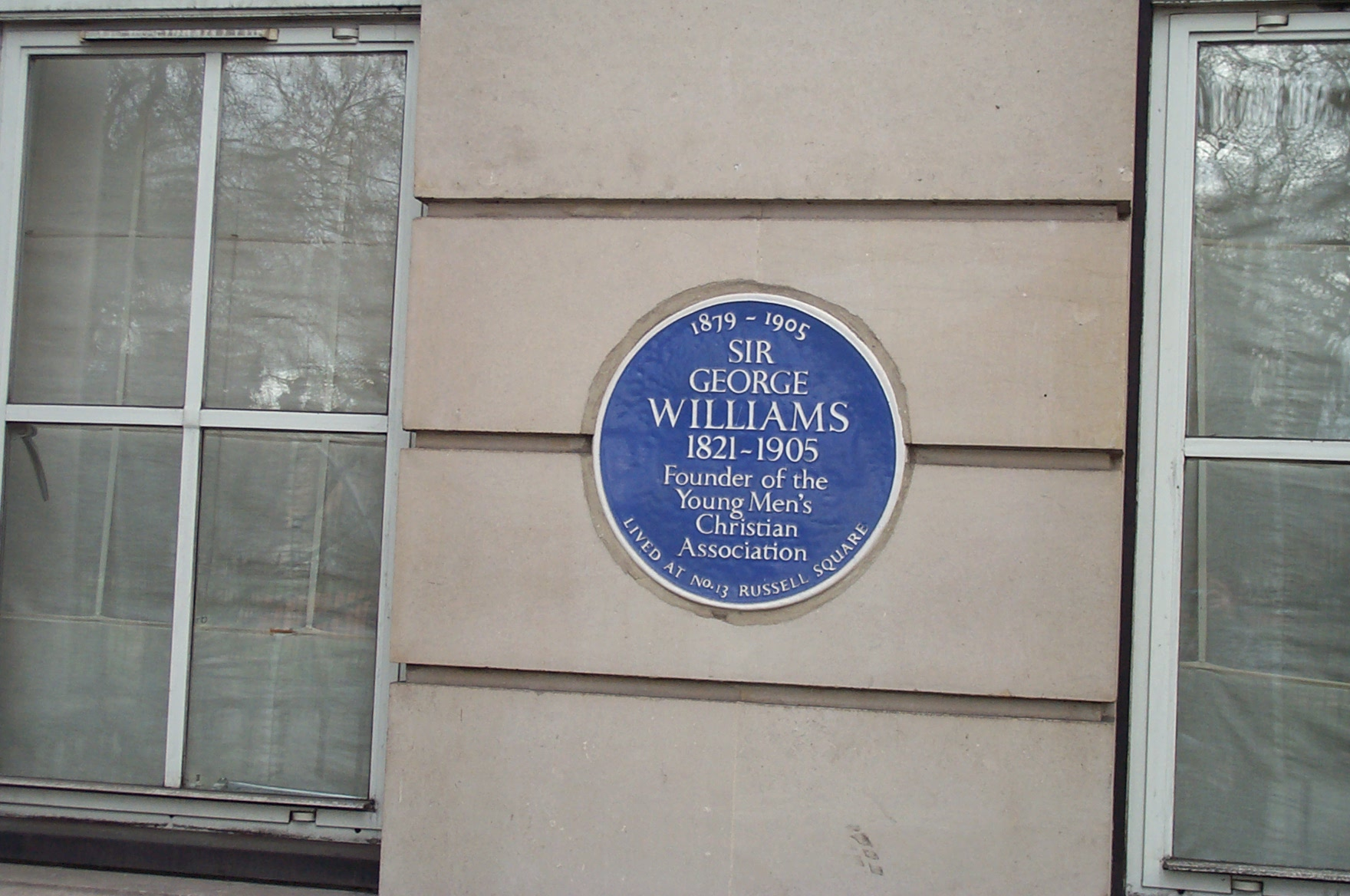
佐治衛良的匾额，伦敦罗素广场13-16号。

佐治衛良（英語：George Williams；1821年10月11日—1905年11月6日）是英國商人、慈善家和基督教青年會（YMCA）的创始人。基督教青年會为世界上最古老、规模最大的青年慈善机构，以支持社区中的青年为理念。
在1894年维多利亚女王诞辰纪念日中，他受封为爵士。去世后葬于聖保羅座堂。

## 早年生活
佐治衛良出生于英格蘭森麻實郡杜尔弗顿的一个农场，是阿莫斯·衛良和维格里七个幸存儿子中最小的一个。他入英格蘭教會受洗，并在森麻實郡蒂弗頓的农场工作，直到他13岁时始在衛良家的农场工作。作为一个青年，他形容自己是一个“粗心、大意、无神、粗言穢語的青年”。不久，他的家人将他送到布里奇沃特的窗帘店当学徒。1837年，佐治衛良从聖公宗转入公理会，成为锡安公理会的一员。1841年，他去了倫敦，在一家名为Hitchcock＆Rogers的窗帘店里当学徒，并利用这段时间进行了布道工作，成为了金氏公理会的成员。三年后的1844年，佐治衛良被提升为部门经理。

## 成立基督教青年會（YMCA）
佐治衛良为伦敦上班族青年的可怕工作环境感到震惊。1844年6月6日，他在位於Hitchcock＆Rogers的居所聚集了另外11位青年，共创一个不诱使人犯罪的青年會。他们包括詹姆斯·史密斯（James Smith）、克里斯托弗·史密斯（Christopher W. Smith）、诺顿·史密斯（Norton Smith）、爱德华·瓦伦丁（Edward Valentine）、爱德华·博蒙特（Edward Beaumont）、M·格拉森（M. Glasson）、威廉·克里斯（William Creese）、弗朗西斯·克罗基特（Francis John Crockett）、E·罗杰斯（E. Rogers）、约翰·哈维（John Harvey）和约翰·西蒙斯（John C. Symons）。
基督教青年會（YMCA）这个名字是佐治衛良在Hitchcock＆Rogers的同事克里斯托弗·史密斯的建议下确定的，它促进了基督教發展。青年會最早的金主是佐治衛良的雇主乔治·希区柯克（George Hitchcock），他是青年會的第一位财务主任。

## 工作、成家
他于1853年与雇主乔治·希区柯克的女儿海伦·希区柯克（Helen Jane Maunder Hitchcock）结婚，并成為窗帘店合伙人，將公司更名为George Hitchcock, Williams & Co.。乔治·希区柯克于1863年去世时，佐治衛良成为公司的唯一所有者。1868年，佐治衛良提出要为查尔斯·里德（Charles Reed）的选举开支捐款。
海伦·希区柯克和佐治衛良有7个孩子，有一个儿子阿尔伯特（Albert）是一名律师，后来和托马斯·库克（Thomas Cook）的孙女结婚。佐治衛良的侄子约翰·衛良和他在伦敦的朋友、英国出版商Hodder＆Stoughton创始人的女儿结婚。

## 光榮歸主
在1894年基督教青年會成立50周年之际，佐治衛良被维多利亚女王封为爵士。
1905年11月6日佐治衛良于托基的酒店病逝。去世后，他在西敏寺中殿的彩色玻璃窗下接受纪念。佐治衛良爵士被安葬在聖保羅座堂，他的葬礼于1905年11月14日举行，共有2600人参加。
由基督教青年會创立的蒙特利尔佐治衛良爵士大学是为纪念他而命名的；后来該校合并为康考迪亚大学，其前校园保留了佐治衛良爵士的名字。由香港基督教青年會創立、港青基信書院的Williams House，是為紀念佐治衛良而命名的，以表彰他創立基督教青年會的貢獻。

## 资料来源
- 宾菲尔德·克莱德 佐治衛良和基督教青年会：维多利亚时代社会态度的研究 1973年伦敦，海涅曼ISBN 0-434-07090-4